# Раевский сельский округ (Акмолинская область)
Ра́евский се́льский окру́г (каз. Раевка ауылдық округі) — административная единица в составе Шортандинского района Акмолинской области Республики Казахстан.
Административный центр — село Раевка.

## География
Административно-территориальное образование расположено в центрально-северной части Шортандинского района. В состав сельского округа входит 4 населённых пункта.
Граничит с землями административных единиц:
- Аккольский район — на севере,
- сельский округ Бектау — на востоке,
- посёлок Шортанды, Дамсинский сельский округ — на юго-востоке,
- Новокубанский сельский округ — на юге,
- Пригородный сельский округ — на западе.

Территория сельского округа расположена в северных окраинах казахского мелкосопочника. Рельеф местности в основном представляет из себя равнину с малыми возвышенностями и с лесными массивами (преимущественно на севере). Перепад высот незначительны; средняя высота округа — около 340 метров над уровнем моря.
Гидрографическая сеть представлена рекой Колутон — протекающая с северо-востока на юго-запад. Имеются озёра — Айт, Балыкты, Батантай, Гнилое, Конырколь и другие.
Климат холодно-умеренный, с хорошей влажностью. Среднегодовая температура воздуха отрицательная и составляет около -3,9°С. Среднемесячная температура воздуха в июле достигает +19,9°С. Среднемесячная температура января составляет около -14,5°С. Среднегодовое количество осадков составляет около 420 мм. Основная часть осадков выпадает в период с июня по август.
С южной части округа проходит около 15 километров автодороги областного значения — КС-4 «Жолымбет — Шортанды — Пригородное».

## История
В 1989 году существовал как — Раевский сельсовет (сёла Раевка, Гуляйполе, Лукашовка, Новографское).
В периоде 1991—1998 годов:
- Раевский сельсовет был преобразован в сельский округ;
- село Лукашовка было переименовано в село Егемен.

## Население
| Численность населения | Численность населения | Численность населения |
| 1989                  | 1999                  | 2009                  |
| --------------------- | --------------------- | --------------------- |
| 2162                  | ↘1721                 | ↘1484                 |

## Состав
| № | Населённый пункт | Тип населённого пункта       | Население, 1989 | Население, 1999 | Население, 2009 |
| - | ---------------- | ---------------------------- | --------------- | --------------- | --------------- |
| 1 | Гуляйполе        | село                         | 679             | 449             | 364             |
| 2 | Егемен           | село                         | 284             | 263             | 189             |
| 3 | Новографское     | село                         | 135             | 183             | 127             |
| 4 | Раевка           | село, административный центр | 1 064           | 826             | 804             |

## Местное самоуправление
Аппарат акима Раевского сельского округа — село Раевка, улица Уалиханова, 8.
- Аким сельского округа — Мукашов Марат Толигенович.